# Городищи (Петушинский район)

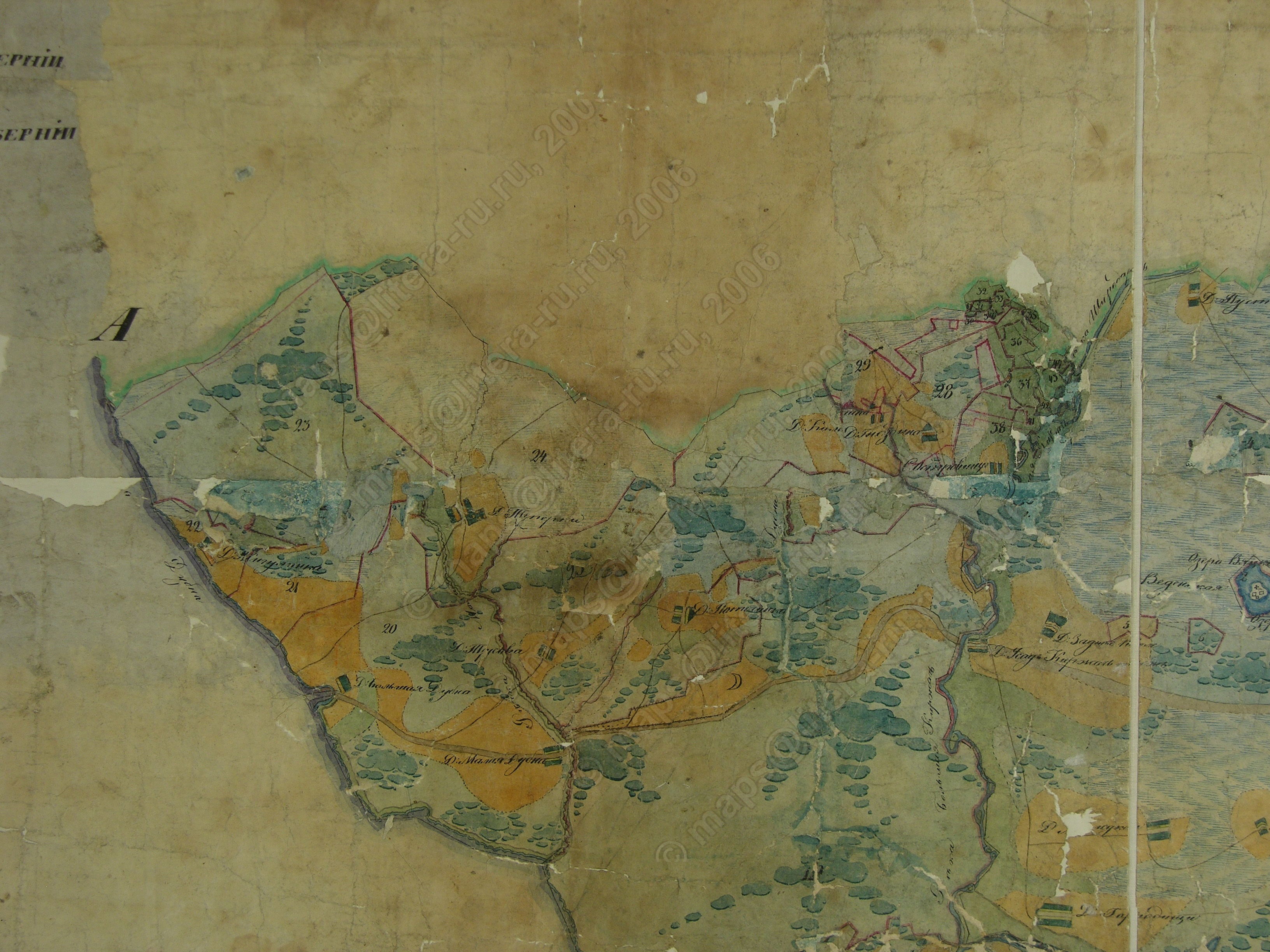
Городищи на карте Покровского уезда (ПГМ 1 верста) 1780—1790 гг.

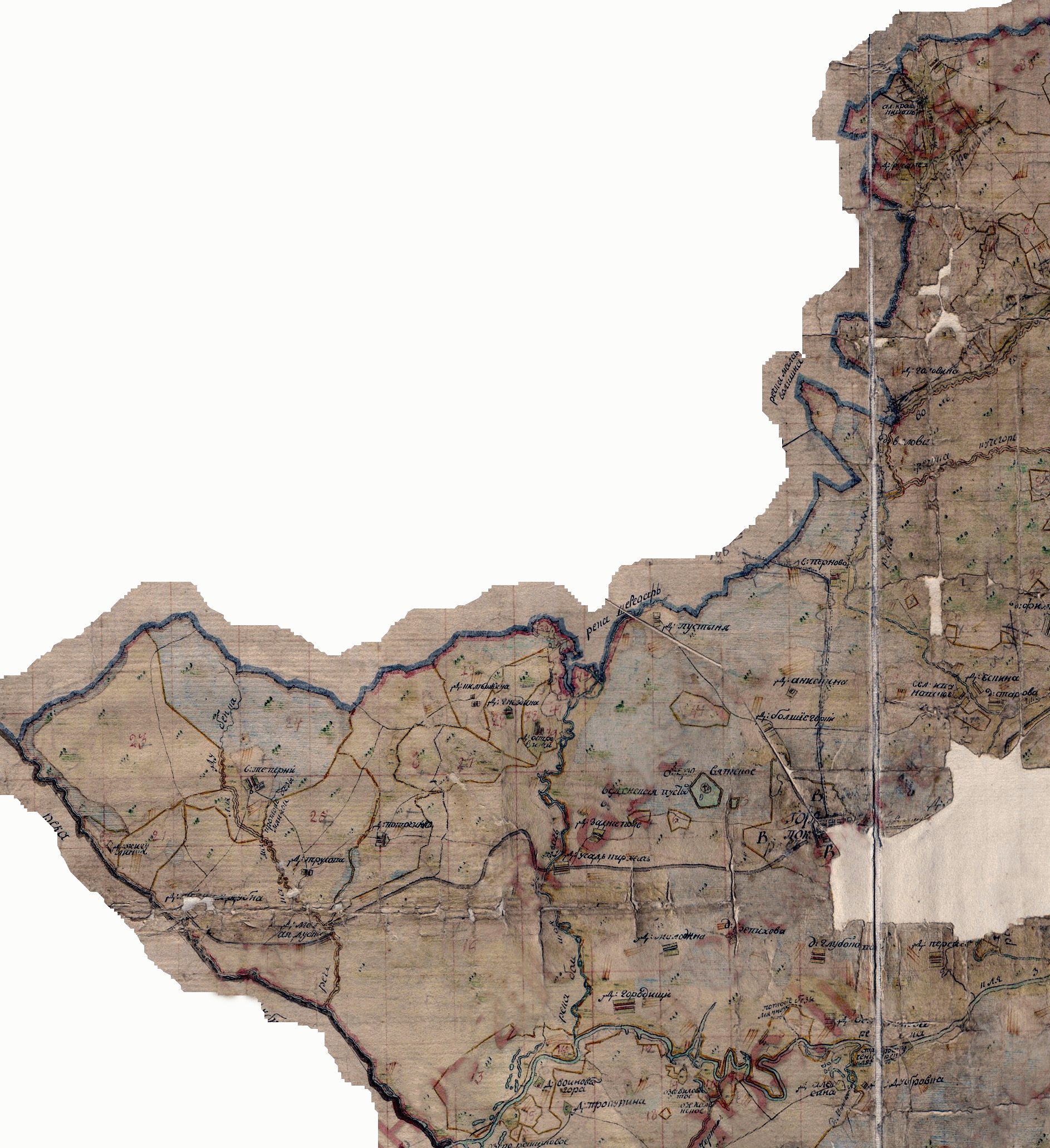
Городищи на фрагменте карты Покровского уезда Владимирской губернии 1780—1790 гг.

Городи́щи — посёлок городского типа в Петушинском районе Владимирской области России.
Образует одноимённое муниципальное образование «Посёлок Городищи» со статусом городского поселения как единственный населённый пункт в его составе.

## География
Расположен при впадении реки Киржач в реку Клязьму, в 89 км от областного центра Владимира. Железнодорожная станция Усад Московской железной дороги на современном ходу Транссиба в 12 км к северо-востоку от станции Орехово-Зуево (регулярные электропоезда до Москвы, Петушков и Владимира), в 6 км южнее федеральной автодороги М-7 «Волга». Имеется автобусный маршрут Городищи — Покров и внутрипоселковый маршрут станция Усад — Отделочная фабрика. С городом Орехово-Зуево сообщение только железнодорожное.

## История
На территории, которую занимает посёлок, с древнейших времён жили люди. Многочисленные следы поселений дали название самому посёлку.
Известно, что на месте впадения Киржача в Клязьму в XIV веке существовало защищённое крепостным валом большое торжище с огромной по тем временам частично защищённой пристанью для нескольких сотен стругов. Под предлогом того, что торжище мешает монахам Юрьевского Успенского на Воиновой горе мужского монастыря (Владимирского на Клязьме в честь Успения Пресвятой Богородицы) вести богоугодный образ жизни и вводит их в искушения, Василий Тёмный в 1428 году это торжище запретил, а укрепления торгового городка Усады были разрушены воеводами, присланными блюсти высочайший указ великого князя Московского. С тех пор каких-либо летописных упоминаний о населённых пунктах в данных местах нет вплоть до XIX века, когда через деревню Городищи в 1861 году прошла Московско-Нижегородская железная дорога.
В начале XX века деревня входила в Покров-Слободскую волость Покровского уезда Владимирской губернии. В 1897 году жители деревни относились к Воиново-Горскому приходу.
В 1880 году Т. С. Морозов выкупил землю у местных крестьян и обратился к губернатору с прошением на разрешение строительства отбельно-красильной и набивной фабрики. В двух километрах от Городищенской фабрики он устроил дачу Усады. В 1887 году его сын С. Т. Морозов открыл при фабрике училище и стал его попечителем. В 1890-е годы Морозовы построили школу, казармы для рабочих фабрики, Успенскую церковь. В 1892 году в усадьбе Усады по проекту Ф. О. Шехтеля А. Г. Розенблюмом была построена двухэтажная дача в виде воздушного деревянного терема.
В восточной части Городищ появился оздоровительный комплекс, на территории которого с 1918 года разместился санаторий отдела здравоохранения Мосгорисполкома, а с 1942 года — воинская часть.
28 февраля 1930 года Городищам присвоен статус посёлка городского типа.
16 апреля 1945 года рабочий посёлок Городищи Орехово-Зуевского района Московской области был включён в состав Покровского района Владимирской области.
С 2005 года посёлок образует одноимённое муниципальное образование «Посёлок Городищи» со статусом городского поселения.

## Население
| 1859  | 1905  | 1939  | 1970  | 1979  | 1989  | 2002  |
| ----- | ----- | ----- | ----- | ----- | ----- | ----- |
| 345   | ↗937  | ↗3868 | ↗6323 | ↘6192 | ↘6149 | ↘5942 |
| 2009  | 2010  | 2011  | 2012  | 2013  | 2014  | 2015  |
| ↘5778 | ↘5628 | ↗5646 | ↘5558 | ↘5467 | ↘5433 | ↘5375 |
| 2016  | 2017  | 2018  | 2019  | 2020  | 2021  |       |
| ↘5281 | ↘5177 | ↘5022 | ↘4871 | ↘4860 | ↘4290 |       |

## Экономика
В посёлке действует отделочная фабрика (построена в 1883 году, выпускает марлю, перевязочные материалы). Построен крупный складской комплекс на месте лесозавода, склад пиломатериалов «Древлянин».
Действуют магазины сетей «Дикси», «Пятёрочка», «Магнит», имеются несколько кафе, отделения Сбербанка, «Почты России», рынок, баня, гостиница, тренажёрный зал.

## Инфраструктура
Имеются поликлиника, средняя школа, детская школа искусств, детский сад, культурно-досуговый центр, историко-краеведческий музей, библиотека, стадион, хоккейная площадка, церковь во имя великомученика и целителя Пантелеимона. В центральной части посёлка установлен монумент «Солдат и мать», в 2002 году открыт памятник уроженцу Городищ Герою Советского Союза К. В. Соловьёву.
Посёлок принято делить на следующие микрорайоны: центральная часть (Городищи), База (территория, примыкающая к воинской части), Посёлок (частный сектор, между воинской частью и рекой Клязьмой), Цыганский посёлок (поселение цыган, занимающее две улицы к востоку от станции Усад) и многочисленные дачные кооперативы. Большая часть населения живёт в 5-этажных многоквартирных домах, сосредоточенных в центральной части. Однако есть и 2-3-этажные здания более старой постройки (старейший многоквартирный жилой объект коммунального типа Казарма, построен в 1858 году и до сих пор заселён).
Хотя посёлок административно относится к Владимирской области, наиболее тесные экономические связи установлены с Москвой и Орехово-Зуевом (ближайший крупный город, расположенный в 12 км на запад). Значительная часть населения работает и учится в этих городах. Посёлок является частью Орехово-Зуевской агломерации. При этом расстояние по автодорогам до Орехово-Зуева втрое больше — 30 км.
В посёлке работают 5 сотовых операторов (МТС, «Билайн», «Мегафон», SkyLink, «Теле2»). Интернет обеспечивается провайдерами Ростелеком, Flex (Wi-Max) и «Кредо-телеком» (Wi-Max). Телефонные номера в посёлке состоят из 5 знаков, имеют вид 3-2х-хх или 3-3х-хх (более новые).
В летний период население посёлка увеличивается в несколько раз за счёт приезжающих в основном из Москвы дачников. Посёлок окружён многочисленными дачными кооперативами и живописными пейзажами.